# Exorista ferax
Exorista ferax är en tvåvingeart som först beskrevs av Jean-Baptiste Robineau-Desvoidy 1863.  Exorista ferax ingår i släktet Exorista och familjen parasitflugor.
Artens utbredningsområde är Frankrike. Inga underarter finns listade i Catalogue of Life.